# Gora Trojnik
Gora Trojnik är ett berg i Antarktis. Det ligger i Östantarktis. Australien gör anspråk på området. Toppen på Gora Trojnik är 1 140 meter över havet.
Terrängen runt Gora Trojnik är lite kuperad.  Trakten är obefolkad. Det finns inga samhällen i närheten.